# 科梅特 (阿肯色州)
科梅特（英語：Comet）是位於美國阿肯色州利特爾里弗縣的一個非建制地區。該地的面積和人口皆未知。

## 地理
科梅特的座標為33°41′02″N 94°14′37″W / 33.68389°N 94.24361°W，而該地的平均海拔高度為102米（即335英尺）。